# Abierto coordenado
Un abierto coordenado (en sentido topológico) de una variedad topológica X de dimensión n es un abierto no vacío {\displaystyle U_{}^{}} de X junto con n funciones continuas, {\displaystyle u_{1},\;\dots ,u_{n}} (diferenciables en {\displaystyle U_{}^{}}) tales que la aplicación
{\displaystyle {\begin{matrix}(u_{1},\;\dots ,u_{n}):&{U}&\longrightarrow {}&\mathbb {R} ^{n}\\&x&\longmapsto &(u_{1}(x),\;\dots ,u_{n}(x))\end{matrix}}}.
establece un homeomorfismo de {\displaystyle U_{}^{}} con un abierto de {\displaystyle \mathbb {R} ^{n}}.

Un abierto coordenado (en sentido diferenciable) de una variedad diferenciable (X, Ox), es un abierto no vacío {\displaystyle U_{}^{}} de X junto con n funciones diferenciables, {\displaystyle u_{1},\;\dots ,u_{n}} (pertenecientes al haz de funciones diferenciables de {\displaystyle U_{}^{}}) tales que la aplicación
{\displaystyle {\begin{matrix}(u_{1},\;\dots ,u_{n}):&{U}&\longrightarrow {}&\mathbb {R} ^{n}\\&x&\longmapsto &(u_{1}(x),\;\dots ,u_{n}(x))\end{matrix}}}.
establece un difeomorfismo de {\displaystyle U_{}^{}} con un abierto de {\displaystyle \mathbb {R} ^{n}}.

{\displaystyle u_{1},\;\dots ,u_{n}} son las coordenadas del abierto coordenado {\displaystyle (U;u_{1},\;\dots ,u_{n})}.